# Силезийски операции
Силезийските операции са две отделни настъпления, проведени през февруари и март 1945 г. от съветската Червена армия срещу Вермахта на Източния фронт през Втората световна война. Целта им е да защитят фланговете на Червената армия по време на офанзивата към Берлин и да предотвратят германска контраатака. Това забавя последното настъпление към Берлин с 2 месеца.
Долносилезийската операция протича от 8 – 24 февруари 1945 г., а Горносилезийското операция – от 15 до 31 март. Двете операции изтласкват Вермахта от Силезия.
Според съветска информация германците губят 54 000 войници: 40 000 загинали и 14 000 пленени в Горносилезийската офанзива.